# Джентиле да Фабриано
Дженти́ле да Фабриа́но (итал.  Gentile da Fabriano), настоящее имя ─ Дженти́ле ди Никколо́ ди Джова́нни ди Ма́ссио (итал. Gentile di Niccolò di Giovanni di Massio; 1370, Фабриано, Марке — 1427, Рим) — итальянский живописец стиля интернациональной готики и начала раннего Возрождения периода кватроченто. Учитель Якопо Беллини.

## Биография
Художник родился в маленьком городке Фабриано провинции Анкона, региона Марке в семье торговца Никколо ди Джованни и Франческины ди Бонанно Траземунди. Прямых данных о его обучении нет, однако в некоторых из первых известных нам произведений художника очевидны стилевые характеристики позднеготической ломбардской культуры, основанной на умбрийской традиции, что приводит к гипотезе об обучении в Павии, при дворе миланского герцога Джан Галеаццо Висконти, куда он, вероятно, прибыл благодаря прочным политическим отношениям, которые связывали Фабриано и Милан. Не исключено, что он часто переезжал между областью Марке и Ломбардией.
По некоторым данным он мог учиться в родном городе у художника Аллегретто Нуци, которого наряду с Франческуччо Гисси считают основателем местной художественной школы в Фабриано. Вероятно, он сотрудничал с кем-то из сиенских мастеров и быстро достиг большой известности.
После смерти Джан Галеаццо Висконти в 1402 году, возможно, начиная примерно с 1405 года, Джентиле находился в Венеции, где был зачислен в Скуолу Мерканти (Скуолу торговцев). Он оставался там до 1414 года. Для церкви Святой Софии он написал полиптих Сандеи, от которого сохранилось лишь несколько фрагментов. В 1409—1411 годах Джентиле было поручено украсить фресками Зал Большого совета Дворца дожей, для которого он выполнил фреску «Битва Оттона III с венецианцами», которая, как и остальные росписи, была утрачена (из-за пожара и венецианского климата, который быстро портит фрески). Здесь он наверняка встретил Пизанелло и, возможно, Микелино да Безоццо. Вероятно, в его мастерской работал Якопо Беллини.
Известно также, что Джентиле вернулся в Марке и работал в Умбрии и Ломбардии. В 1411—1412 годах он находился в Фолиньо, где выполнил рисунки для декоративного цикла дворца Тринчи по заказу Уголино III. В период с января 1414 по 1419 год он отправился в Брешию, где по поручению Пандольфо III Малатеста расписал капеллу Сан-Джорджо-аль-Бролетто (сохранились лишь небольшие фрагменты). Покинув Брешию, Джентиле да Фабриано, вероятно, отправился в Парму. Весной 1420 года он снова был в Фабриано.
6 августа 1420 года Джентиле был зарегистрирован во Флоренции, где в 1422 году вступил в Гильдию врачей и аптекарей (Arte dei Medici e Speziali), к которой в то время причисляли живописцев.
В январе 1427 года, после эпизодических работ в Сиене и Орвието он прибыл в Рим, где получил от папы Мартина V престижный заказ: украшение центрального нефа базилики Сан-Джованни-ин-Латерано фресками, изображающими сцены из жизни Святого Иоанна Крестителя. После смерти Джентиле, его младший современник и друг Пизанелло, которому Джентиле завещал начатые им работы, пять лет спустя завершил роспись базилики. Этот цикл, вершина позднеготического искусства в Италии, был уничтожен после работы архитектора Ф. Борромини, но до нас он дошёл по рисунку, сделанному самим Борромини (рисунок хранится в Берлине).
14 октября 1427 года Джентиле да Фабриано был упомянут уже мёртвым. Он был похоронен в Риме, в церкви Санта-Мария-Нова, ныне Санта-Франческа-Романа, и, хотя его могила была утеряна, в 1952 году на полу нефа была помещена надпись, увековечивающая его захоронение внутри базилики.

## Творчество
Наиболее ценные фрески Джентиле да Фабриано, в частности, в базилике Сан-Джованни-ин-Латерано в Риме или во Дворце Дожей в Венеции не сохранились. Однако Джентиле имел значительное влияние на современную ему живопись, особенно на венецианскую, через своего ученика Якопо Беллини. В истории искусства закрепилось мнение, что именно Джентиле привнёс в искусство венецианской школы элементы стиля интернациональной готики.
Б. Беренсон писал о Джентиле да Фабриано: «Он посвятил свою жизнь изображению средневековых идеалов земного счастья… Прекрасные рыцари и изящные дамы, золотые шпоры, усыпанная драгоценностями парча… алые узорчатые ткани. Все лица сияют весельем… А какая любовь к цветам! Джентиле помещает их даже в уголки и щели резного деревянного обрамления, украшающее его великолепное „Крещение“».

## Галерея

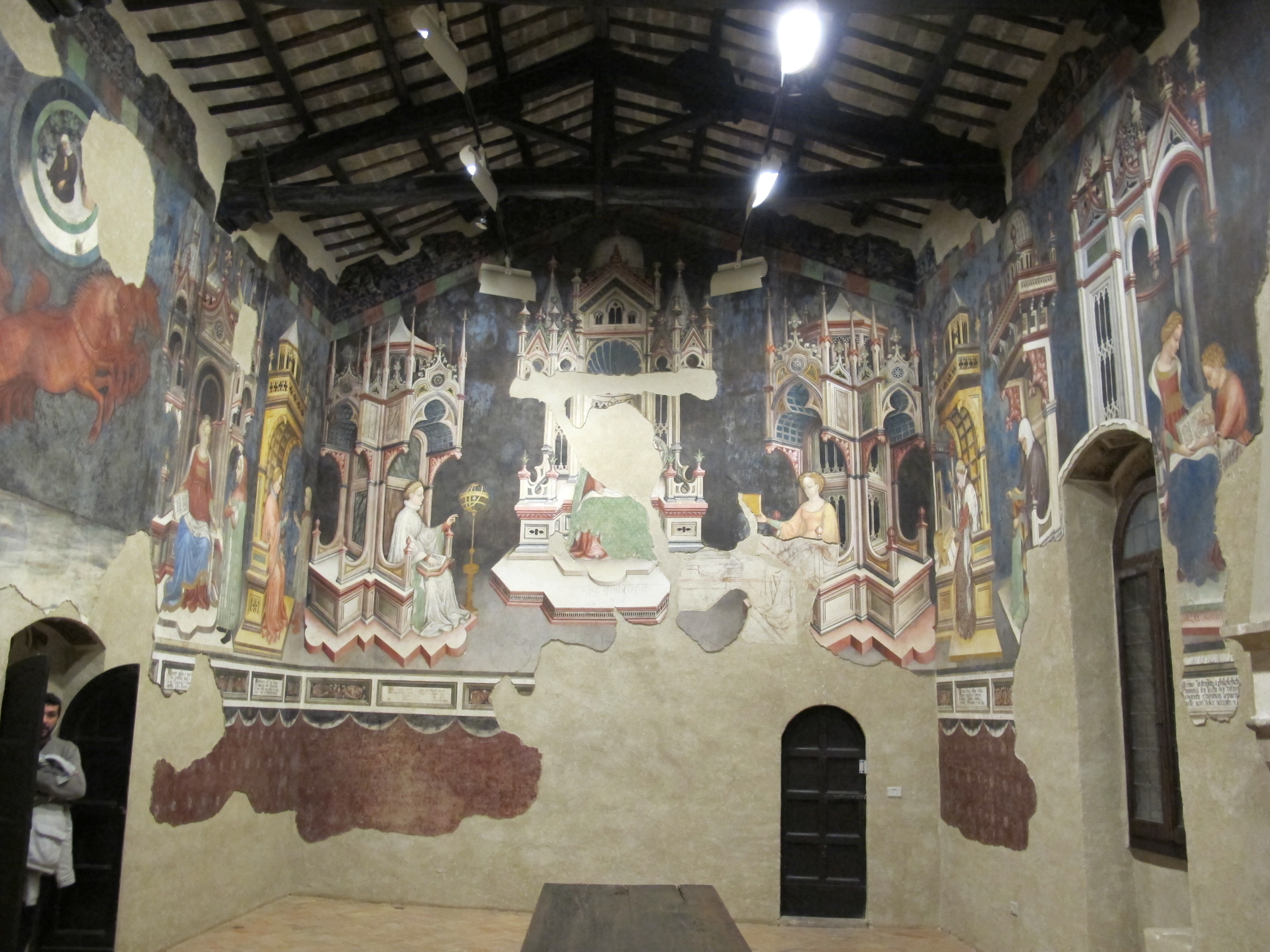
Зал свободных искусств и планет. Остатки фресок Джентиле да Фабриано. 1410–1411. Дворец Тринчи, Фолиньо
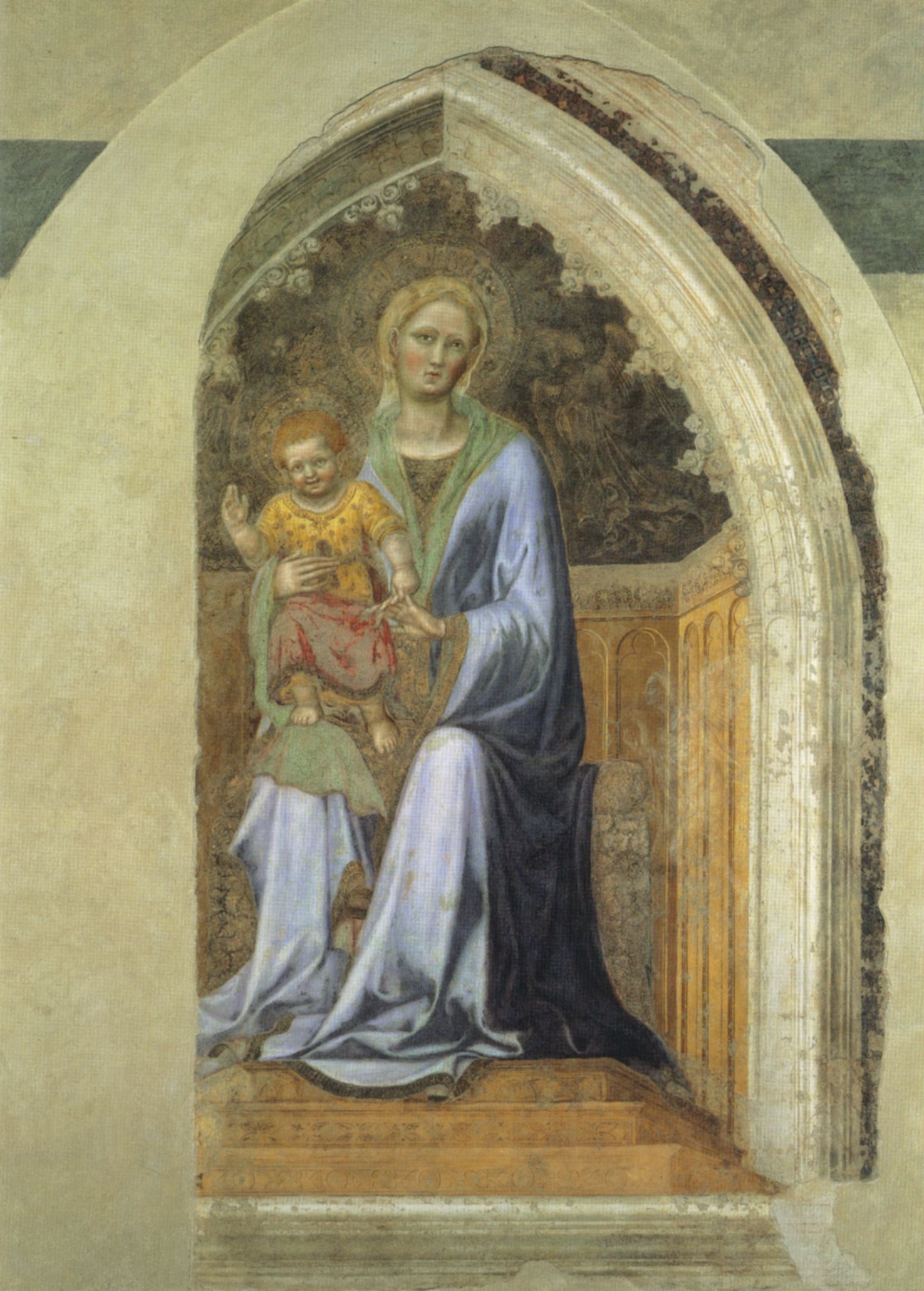
Мадонна с Младенцем. 1425. Фреска. Собор, Орвието
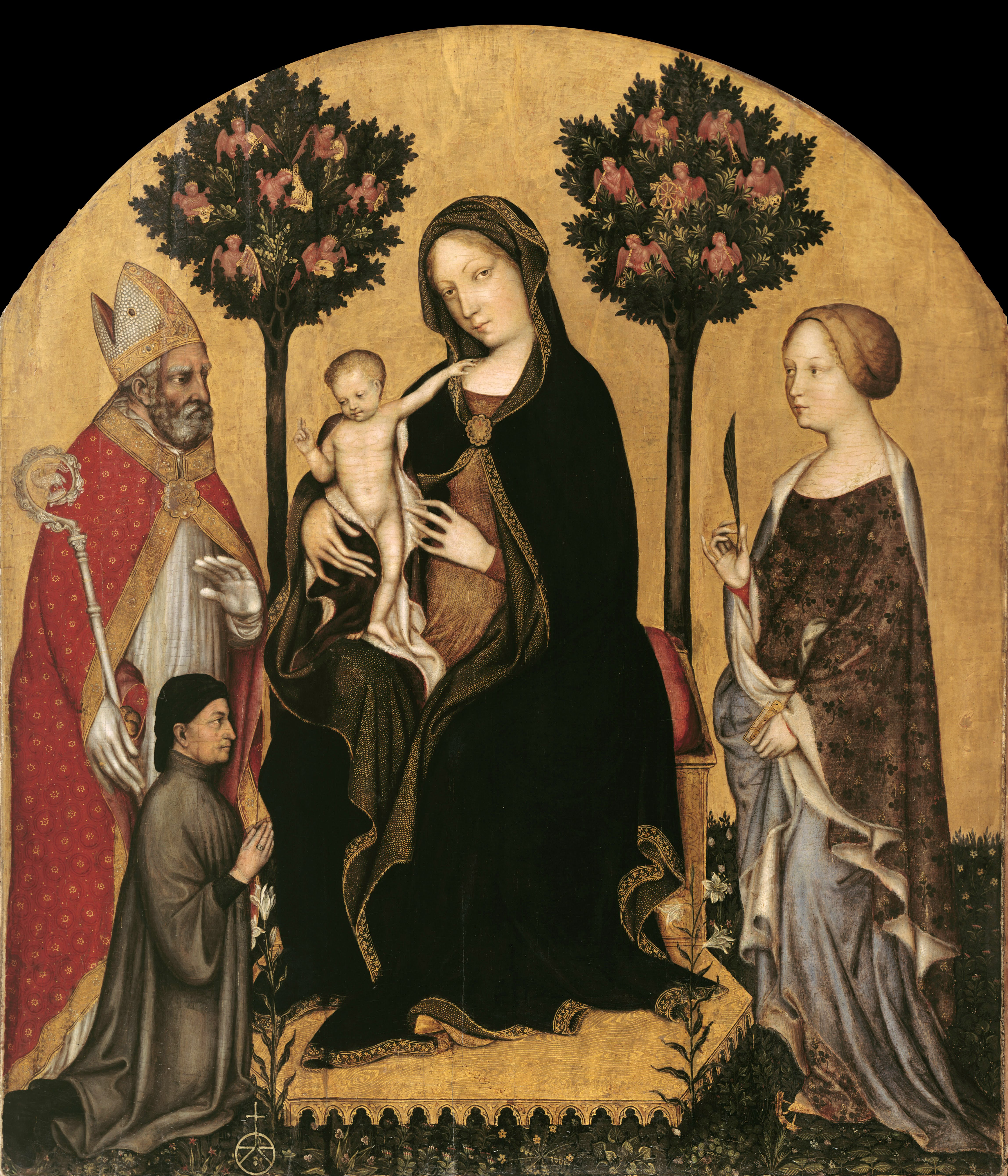
Мадонна на троне с Младенцем, святыми Николаем, Екатериной Александрийской и донатором. 1395. Дерево, темпера. Берлинская картинная галерея
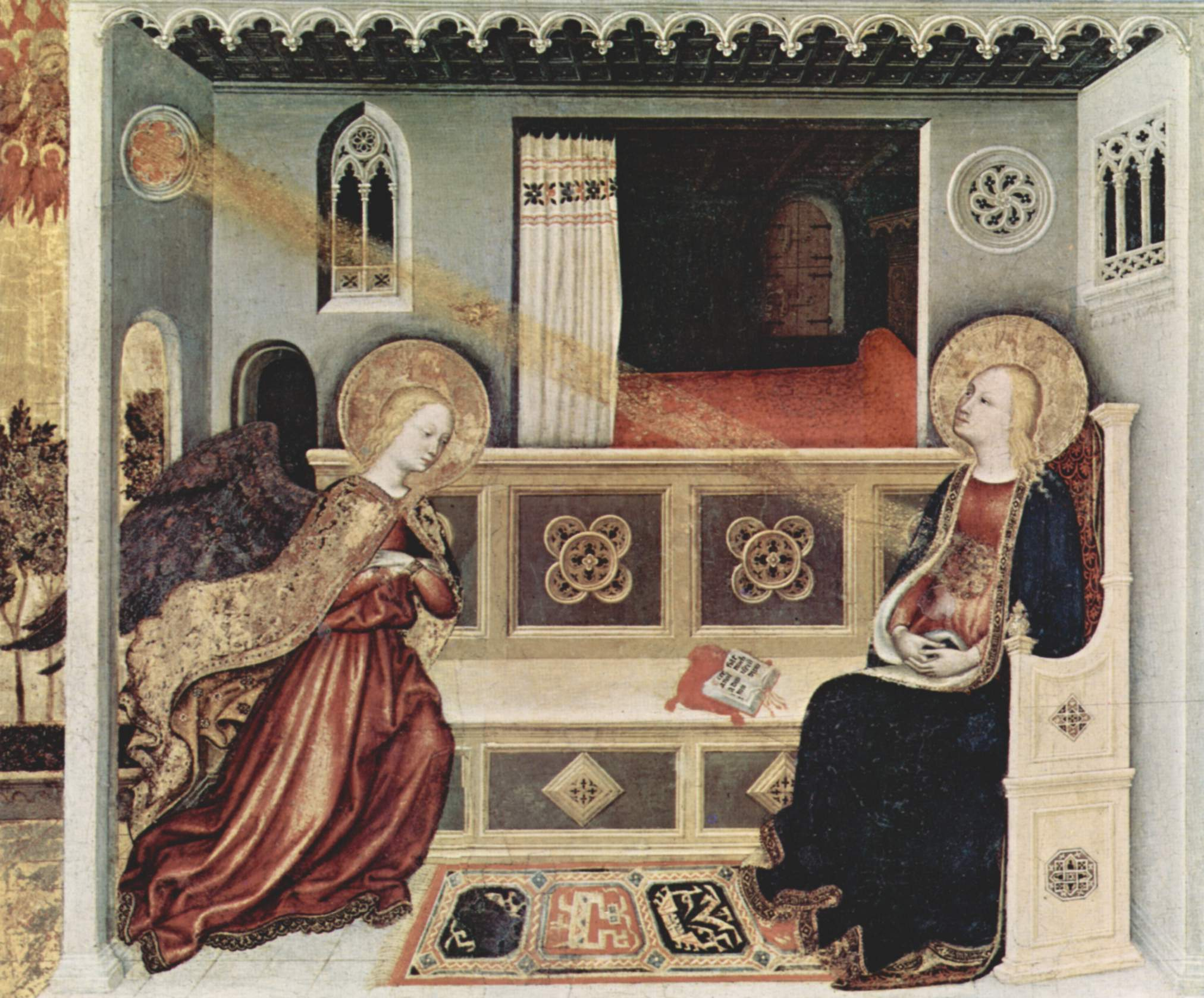
Благовещение. Ок. 1425. Дерево, темпера. Ватиканская пинакотека
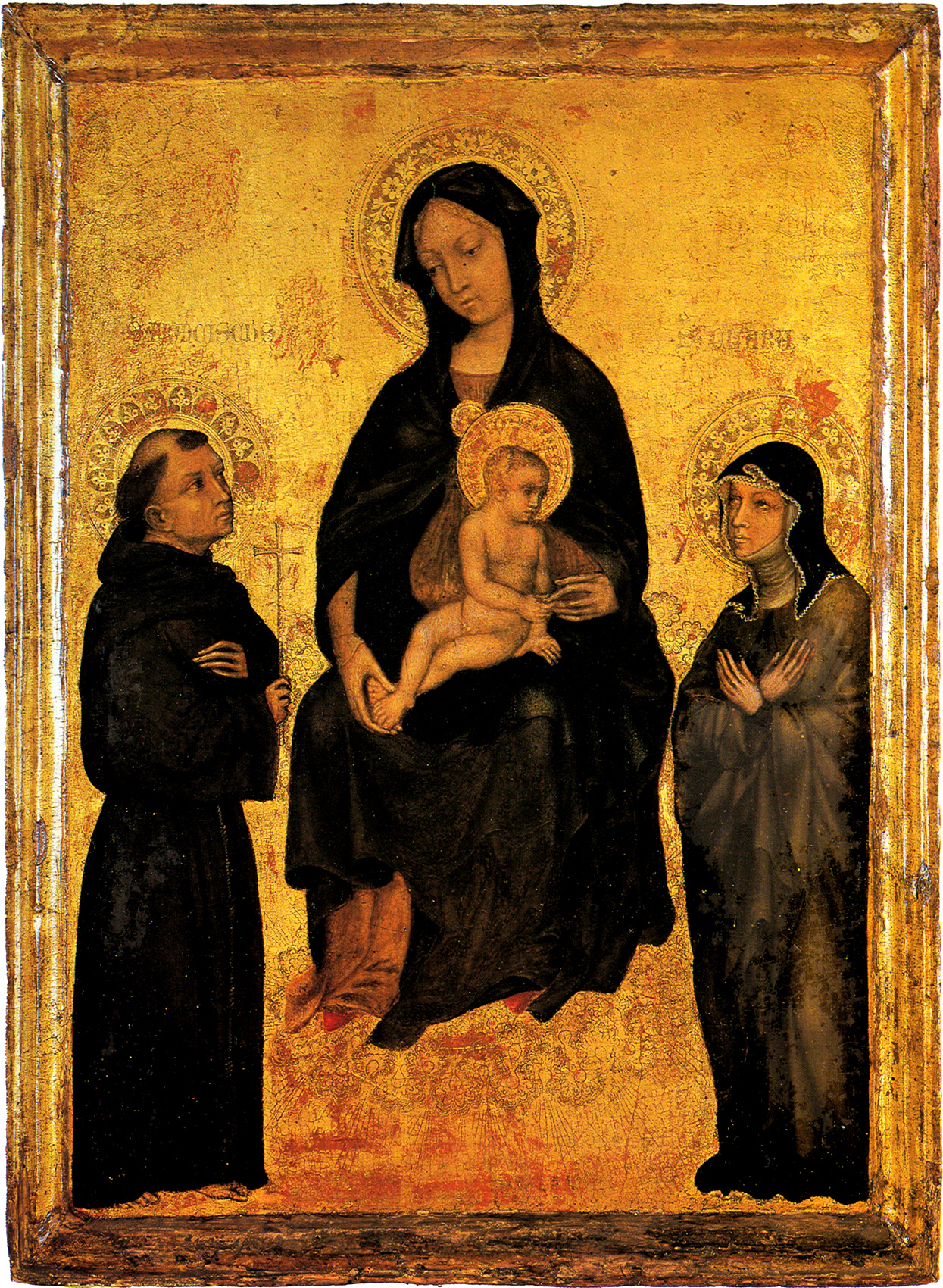
Мадонна во Славе между святых Франциском и Кьярой. Между 1390 и 1395. Дерево, темпера, золочение. Пинакотека Маласпина, Павия
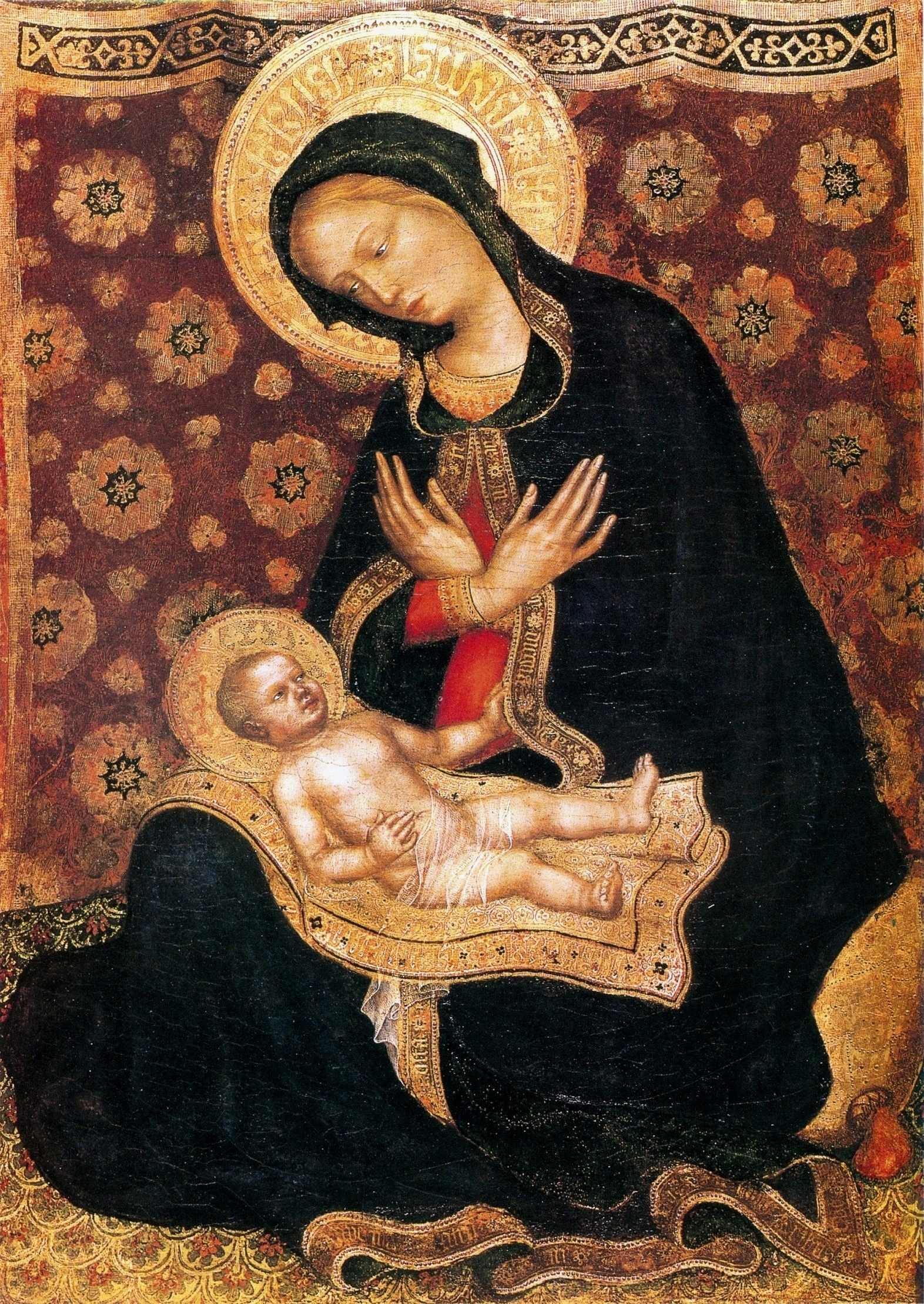
Мадонна Умиление. Ок.1420. Дерево, темпера.  Национальный музей Сан-Маттео, Пиза
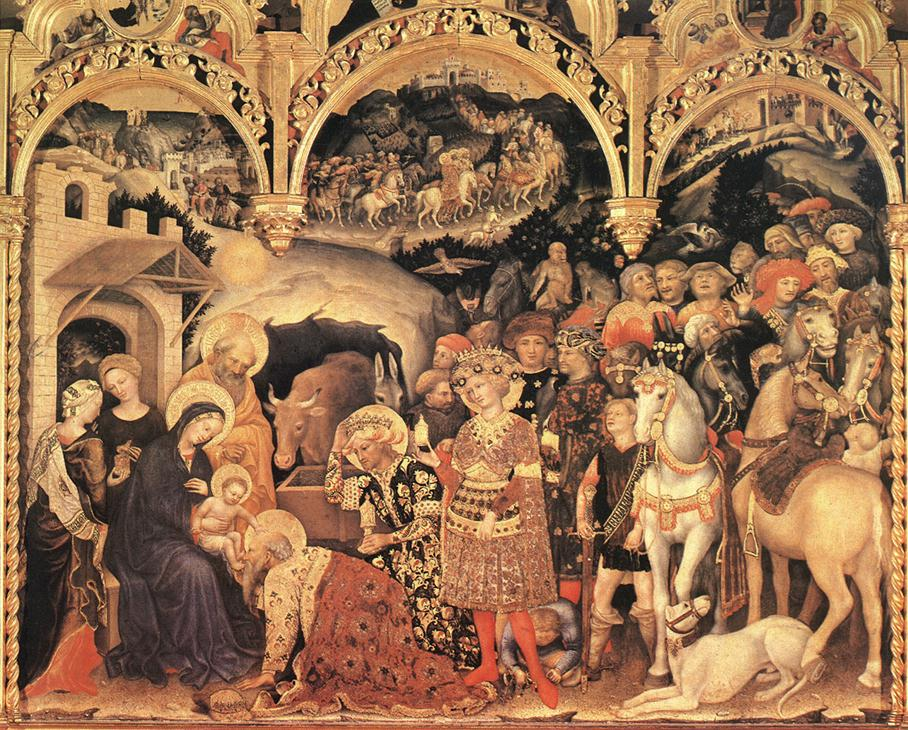
Поклонение волхвов. 1423. Дерево, темпера. Уффици, Флоренция
Бегство в Египет. Пределла алтаря «Поклонение волхвов»
Коронование Девы Марии. Ок. 1420. Дерево, темпера, золочение. Центр Гетти, Лос-Анджелес, США
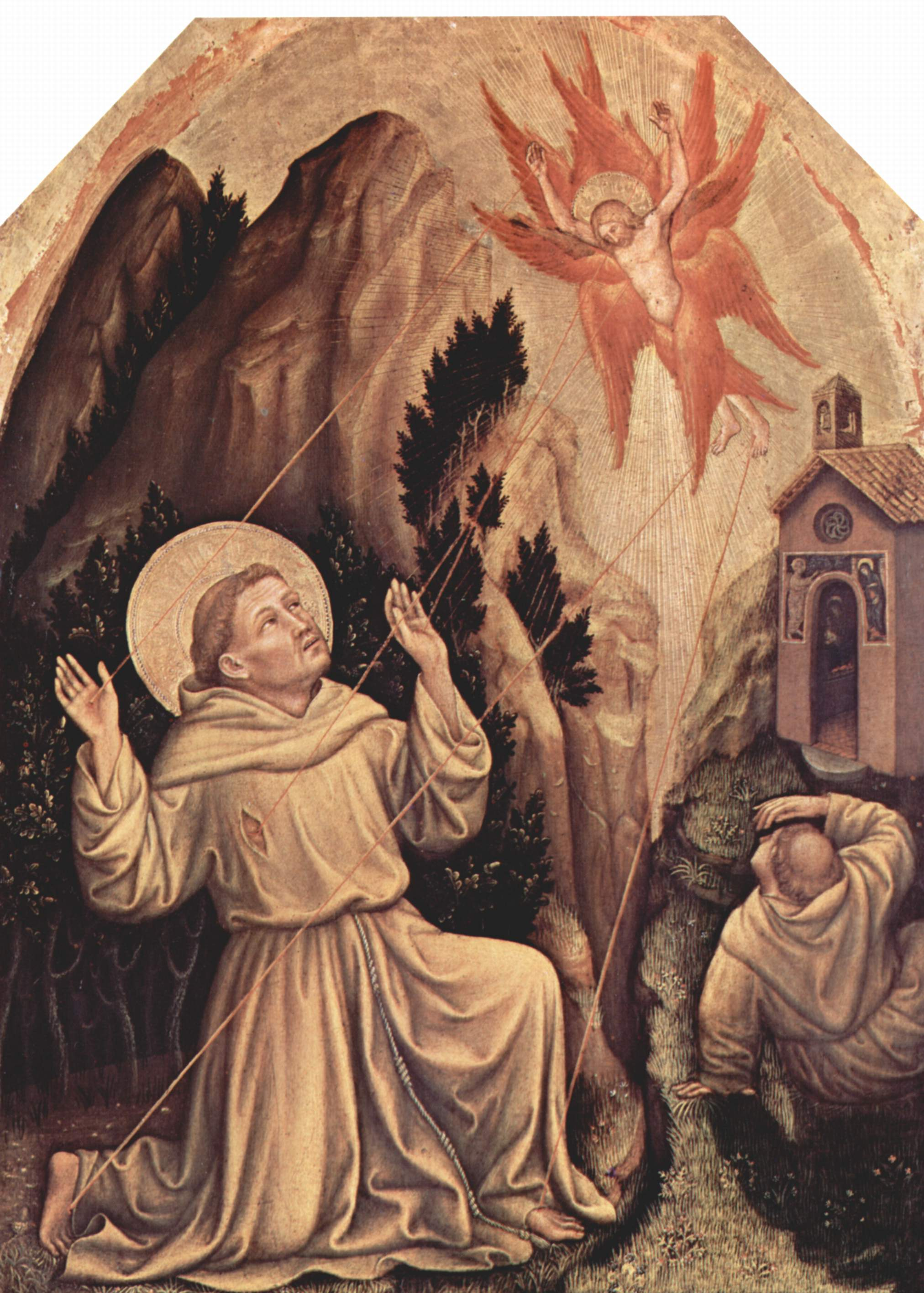
Стигматизация Святого Франциска. 1415. Дерево, темпера. Муниципальный музей, Траверсетоло